# Pseudeuptychia hemileuca
Pseudeuptychia hemileuca är en fjärilsart som beskrevs av Otto Staudinger 1888. Pseudeuptychia hemileuca ingår i släktet Pseudeuptychia och familjen praktfjärilar. Inga underarter finns listade i Catalogue of Life.